# Schubert József
Schwertenaui Schubert József (Josef Schubert Edler von Schwertenau; Bécs, 1838. augusztus 22. – Komárom, 1925. július 4.) címzetes vezérőrnagy.

## Élete
1859-ben lépett be a hadseregbe, a 12. gyalogezredbe.
Részt vett az 1859-es Szárd–francia–osztrák- (hadapród; Palestrói, Magentai csata) és az 1866-os Porosz–osztrák–olasz háborúban (hadnagy, zászlóaljsegédtiszt; Schweineschädli, Königgrätzi csata), utóbbiban megsebesült és porosz hadifogságba esett. Vitézségéért hadiérdemkeresztet kapott, majd Komáromba került és megnősült. Kitüntette magát Bosznia-Hercegovina 1878-as okkupációjában, valamint az 1882-es hercegovinai és dél-dalmáciai lázadások leverésében. A császári és királyi 12. gyalogezred 1. zászlóaljának parancsnoka volt. 1899-ben nyugdíjazták, majd címzetes vezérőrnaggyá nevezték ki.
Az Erzsébet Terézia katonai alapítvány egyik kedvezményezettje volt, amely legalább 30 évet szolgált ezredesek és tábornokok számára nyújtott nyugdíjkiegészítést. A komáromi katolikus temetőben nyugszik.
Felesége Amtman Jenő polgármester lánya Anna volt. Fiuk ifj. Schubert József honvéd ezredes lett, lányuk Schubert Anna (Ekl Tódor a bécsi Landewehr ezredesének felesége) volt. Unokáik Schubert József és Ferenc, illetve Ekl Tivadar és Nita.

## Kitüntetései
- Hadiérdemkereszt
- Katonatiszti érdemkereszt II. osztálya (1878)
- Osztrák Császári Vaskorona-rend III. osztálya (1899)
- Katonai Érdemkereszt
- Hadiérem